# الرجل الثعلب (فلم)
الرجل الثعلب هو فيلم مصري عرض عام 1962، بطولة فريد شوقي وريري، ومن إخراج نجدي حافظ.

## قصة الفيلم
فريد ينتمي لعائلة كبيرة، لكنه فشل في دراسته وانضم لعصابة لتهريب المخدرات، يتردد على الحانات والملاهي الليلية، وهو على علاقة بزيزي الراقصة التي كانت عاشقة لرئيس العصابة المعلم بسيوني، يحاول فريد التخلص من المعلم بسيوني ليتولى زمام الأمور، يتزوج فريد من هدى أخت عمر عبد الكريم وكيل النيابة في مكتب مكافحة المخدرات.

## طاقم التمثيل
- فريد شوقي
- ريري
- أمينة رزق
- كريمان
- فايزة فؤاد
- محمود السباع
- لطفي عبد الحميد
- أحمد طنطاوي
- محمد شعلان
- عبد الخالق صالح
- مختار أمين
- بسمة عمار
- شوقي بركة
- ثريا فخري
- حسين عيسى
- حسين إسماعيل
- محمد شوقي
- فيكتوريا كوهين
- فوزى درويش
- علاء زايد
- رشوان مصطفى
- أحمد عز الدين
- نصر سيف
- علي المعاون
- صالح الإسكندراني

## فريق العمل
- إخراج: نجدي حافظ
- فكرة: أنور قزمان
- سيناريو وحوار: إسماعيل القاضي
- مدير التصوير: علي حسن
- مونتاج: حسين عفيفي
- إنتاج: دينار فيلم
- توزيع: دينار فيلم

## روابط خارجية
- مقالات تستعمل روابط فنية بلا صلة مع ويكي بيانات